# Saint-Michel-de-la-Pierre
Saint-Michel-de-la-Pierre – miejscowość i dawna gmina we Francji, w regionie Normandia, w departamencie Manche. W 2013 roku populacja ówczesnej gminy wynosiła 218 mieszkańców. 
W dniu 1 stycznia 2019 roku z połączenia siedmiu ówczesnych gmin – Ancteville, Le Mesnilbus, La Ronde-Haye, Saint-Aubin-du-Perron, Saint-Michel-de-la-Pierre, Saint-Sauveur-Lendelin oraz Vaudrimesnil – powstała nowa gmina Saint-Sauveur-Villages. Siedzibą gminy została miejscowość Saint-Sauveur-Lendelin. 